# Prealps del Delfinat
Els Prealps del Delfinat (en francès, Préalpes du Dauphin) són una secció del sector dels Alps del sud-oest, segons la classificació SOIUSA, amb el seu punt més elevat a 2.790 msnm a la Grande Tête de l'Obiou.
Aquesta secció alpina limita a l'est amb els Alps del Delfinat dels que els separa el Colle Bayard, al sud els Alps i Prealps de la Provença, al nord-est amb els Prealps de la Saboia i a l'oest i el nord-oest amb la plana del Roine.

## Classificació
Segons la Partició dels Alps que es va adoptar l'any 1926, després del IX Congrés Geogràfic Italià de 1924, es considerava que els Prealps del Delfinat abarcaven una àrea més extensa que la nova classificació internacional SOIUSA, publicada el 2005. Concretament, el massís del Luberon, abans considerat dins dels Prealps del Delfinat actualment es considera inclòs en els Alps i Prealps de la Provença.
Aquesta secció es divideix en les subseccions següents:
Subsecció: Prealps del Devoluy (6.I)
- Pic de Bure-Bec de l'Aigle
- Grande Tête de l'Obiou-Roc de Garnesier

Subsecció: Prealps occidentals de Gap (6.II)
- Céüse-Aujour

Subsecció: Prealps del Vercors (6.III)
- Grand Veymont-Lans-Charande
- Serra de Montué-Roc de Toulau-Sausse-Epenet

Subsecció: Prealps del Diois (6.IV)
- Toussière-Duffre-Servelle
- Angèle-Vayou-Mélandre

Subsecció: Prealps de les Baronnies (6.V)
- Arsuc-Clavelière-Vanige
- Chabre-Chamouse-Banne

## Pics
Els principals pics dels Prealps del Delfinat són:
| Nom                    | Altitud (m.) |
| ---------------------- | ------------ |
| Grande Tête de l'Obiou | 2.759 metres |
| Pic de Bure            | 2.709 metres |
| Grand Veymont          | 2.346 metres |
| Jocou                  | 2.051 metres |

## Ports de muntanya
Els principals ports dels Prealps del Delfinat són:
| Nom                     | Ubicació | Tipus | Altitud (m.) |
| ----------------------- | -------- | ----- | ------------ |
| Colle della Croix Haute |          |       | 1.167        |
| Colle Bayard            |          |       | 1.246        |